# Драфт ВНБА 2024 года
Драфт ВНБА 2024 года прошёл 15 апреля, в понедельник, в Нью-Йорке, самом крупном городе США, в Бруклинской музыкальной академии, центре прогрессивного и авангардного творчества. К участию в драфте были допущены игроки после окончания колледжа и игроки-иностранцы. Лотерея драфта прошла 10 декабря 2023 года, по результатам которой право выбора под первым номером получил клуб «Индиана Фивер», который был использован последним на 22-летнюю Кейтлин Кларк, защитника Айовского университета. Первый раунд драфта транслировался на спортивном канале ESPN2 (в формате HD) в семь часов вечера по Североамериканскому восточному времени (EDT), а его второй и третий раунды были показаны на кабельном канале ESPNU на час позднее. Уже в четвёртый раз драфт ВНБА транслировался в Канаде, он был показан на телевизионном канале TSN1/3/4.
Всего же на этом драфте было выбрано 36 баскетболисток, из которых 23 из США, 3 из Австралии (Надью Пач, Изобель Борлейс и Джаз Шелли), 2 из Франции (Карла Лейте и Лейла Лакан) и по одной из Бразилии (Камилла Кардозу), Канады (Алия Эдвардс), Хорватии (Ника Мюль), Вьетнама (Кейлинн Труонг), Испании (Хелена Пуэйо), Бельгии (Настя Классенс), Италии (Матильда Вилла) и Доминиканской Республики (Эсмери Мартинес).

## Легенда к драфту
|  | Выделены игроки, выбранные в Баскетбольный зал славы                      |
|  | Выделены участники Матча всех звёзд ВНБА и игроки сборной всех звёзд ВНБА |
|  | Выделены участники Матча всех звёзд ВНБА                                  |
|  | Выделены игроки сборной всех звёзд ВНБА                                   |
|  | Выделены игроки, не игравшие в ВНБА                                       |

## Лотерея драфта
Лотерея драфта была проведена 10 декабря 2023 года, чтобы определить порядок выбора первой четвёрки клубов предстоящего драфта, в студии развлечений НБА в городе Бристоле (штат Коннектикут), которая транслировалась на спортивном кабельном канале ESPN в перерыве между играми регулярного сезона NCAA, в которых встречались клубы «Юта Ютес» с «Южная Каролина Геймкокс» и «Северная Каролина Тар Хилз» с «Коннектикут Хаскис». Клуб «Индиана Фивер» выиграл в ней право выбирать первым, в то время как команды «Лос-Анджелес Спаркс» и «Финикс Меркури» были удостоены второго и третьего выбора соответственно. Оставшиеся же выборы первого раунда и все выборы второго и третьего раундов осуществлялись командами в обратном порядке их итогового положения в регулярном чемпионате прошлого сезона.
В этой таблице показаны шансы четырёх худших команд прошлого сезона, не попавших в турнир плей-офф, которые боролись за шанс получить первый номер выбора на лотерее предстоящего драфта, округлённые до трёх знаков после запятой:
| Худшие команды прошлого сезона                                                             | Баланс побед и поражений четырёх худших команд прошлого сезона (двух последних сезонов) | Шансы на выигрыш первого номера драфта | Номер выбора на драфте | Номер выбора на драфте | Номер выбора на драфте | Номер выбора на драфте |
| Худшие команды прошлого сезона                                                             | Баланс побед и поражений четырёх худших команд прошлого сезона (двух последних сезонов) | Шансы на выигрыш первого номера драфта | 1-й                    | 2-й                    | 3-й                    | 4-й                    |
| ------------------------------------------------------------------------------------------ | --------------------------------------------------------------------------------------- | -------------------------------------- | ---------------------- | ---------------------- | ---------------------- | ---------------------- |
| Индиана Фивер                                                                              | 13—27 (18—58)                                                                           | 442                                    | 0,442                  | 0,316                  | 0,181                  | 0,062                  |
| Финикс Меркури                                                                             | 9—31 (24—52)                                                                            | 276                                    | 0,276                  | 0,310                  | 0,270                  | 0,144                  |
| Лос-Анджелес Спаркс                                                                        | 17—23 (30—46)                                                                           | 178                                    | 0,178                  | 0,230                  | 0,317                  | 0,275                  |
| Сиэтл Шторм                                                                                | 11—29 (33—43)                                                                           | 104                                    | 0,104                  | 0,145                  | 0,232                  | 0,520                  |
| Примечание: Закрашенные сегменты таблицы обозначают фактические результаты лотереи драфта. |                                                                                         |                                        |                        |                        |                        |                        |

## Приглашённые игроки
11 апреля 2024 года на официальном сайте ВНБА был опубликован список из пятнадцати игроков, специально приглашённых для участия в этом драфте:
| - Кэмерон Бринк (Стэнфорд) - Рики Джексон (Теннесси) - Маркеша Дэвис (Миссисипи) - Камилла Кардозу (Южная Каролина) - Элизабет Китли (Виргиния Тек) | - Кейтлин Кларк (Айова) - Ника Мюль (Коннектикут) - Харизма Осборн (УКЛА) - Алисса Пили (Юта) - Надью Пач (Саутсайд) | - Энджел Риз (ЛСЮ) - Селеста Тейлор (Огайо Стэйт) - Дяиша Фэйр (Сиракьюс) - Джейси Шелдон (Огайо Стэйт) - Алия Эдвардс (Коннектикут). |

## Сделки
- 21 января 2023 года клуб «Лас-Вегас Эйсес» обменял Дирику Хэмби и 12-й номер драфта в клуб «Вашингтон Мистикс» на Аманду Зауи и 16-й номер драфта[6].
- 5 февраля 2023 года клуб «Лас-Вегас Эйсес» обменял Аманду Зауи в команду «Вашингтон Мистикс» на 18-й номер драфта 2024 года и право выбора во втором раунде драфта 2025 года[7].
- 11 февраля 2023 года состоялась четырёхсторонняя сделка между командами «Чикаго Скай», «Нью-Йорк Либерти», «Финикс Меркури» и «Даллас Уингз», в результате которой:
  - «Чикаго Скай» получила Марину Мабри от «Даллас Уингз» и право выбора под 13-м номером этого драфта от «Финикс Меркури».
  - «Нью-Йорк Либерти» получила Леони Фибих от «Чикаго Скай», право выбора под 17-м номером этого драфта от «Чикаго Скай», а также право обменяться выборами в первом раунде драфта 2025 года с «Финикс Меркури».
  - «Финикс Меркури» получила Микаэлу Оньенвере от «Нью-Йорк Либерти», а также право выбора под 29-м номером этого драфта и право выбора во втором раунде драфта 2025 года от «Чикаго Скай».
  - «Даллас Уингз» получила Даймонд Дешилдс от «Финикс Меркури», 5-й номер драфта 2023 года и 5-й номер этого драфта от «Чикаго Скай», а также право обменяться выборами в первом раунде драфта 2025 года с тем же «Чикаго Скай»[8].
- 10 апреля 2023 года клуб «Вашингтон Мистикс» обменял Стефани Суарис в клуб «Даллас Уингз» на 21-й номер драфта 2024 года и право выбора в первом раунде драфта 2025 года[9].
- 31 января 2024 года клуб «Сиэтл Шторм» обменял Киа Нерс и право выбора под 4-м номером драфта в клуб «Лос-Анджелес Спаркс» на право выбора в первом раунде драфта 2026 года[10].
- 31 января 2024 года клуб «Коннектикут Сан» обменял Натишу Хайдман в команду «Миннесота Линкс» на Тиффани Митчелл и 19-й номер драфта[11].
- 1 февраля 2024 года команда «Атланта Дрим» обменяла Эйри Макдональд и 8-й номер драфта в клуб «Лос-Анджелес Спаркс» на Джордин Кэнада и 12-й номер драфта[12].
- 6 февраля 2024 года команда «Чикаго Скай» обменяла Кали Коппер и Морган Бертш в клуб «Финикс Меркури» на Брианну Тёрнер и Микаэлу Оньенвере, 3-й номер драфта 2024 года, право выбора во втором раунде драфта 2025 года и право выбора в первом раунде драфта 2026 года, а также право обменяться выборами во втором раунде драфта 2026 года[13].
- 19 февраля 2024 года команда «Чикаго Скай» обменяла Жюли Альман и Ли Юэжу, а также право выбора в третьем раунде драфта 2025 года в клуб «Лос-Анджелес Спаркс» на 8-й номер драфта 2024 года[14].
- 14 апреля 2024 года команда «Миннесота Линкс» обменяла Николину Милич и право выбора под 7-м номером драфта в команду «Чикаго Скай» на Сику Коне, 8-й номер драфта и право выбора во втором раунде драфта 2025 года, а также право обменяться выборами в первом раунде драфта 2026 года[15].

## Первый раунд

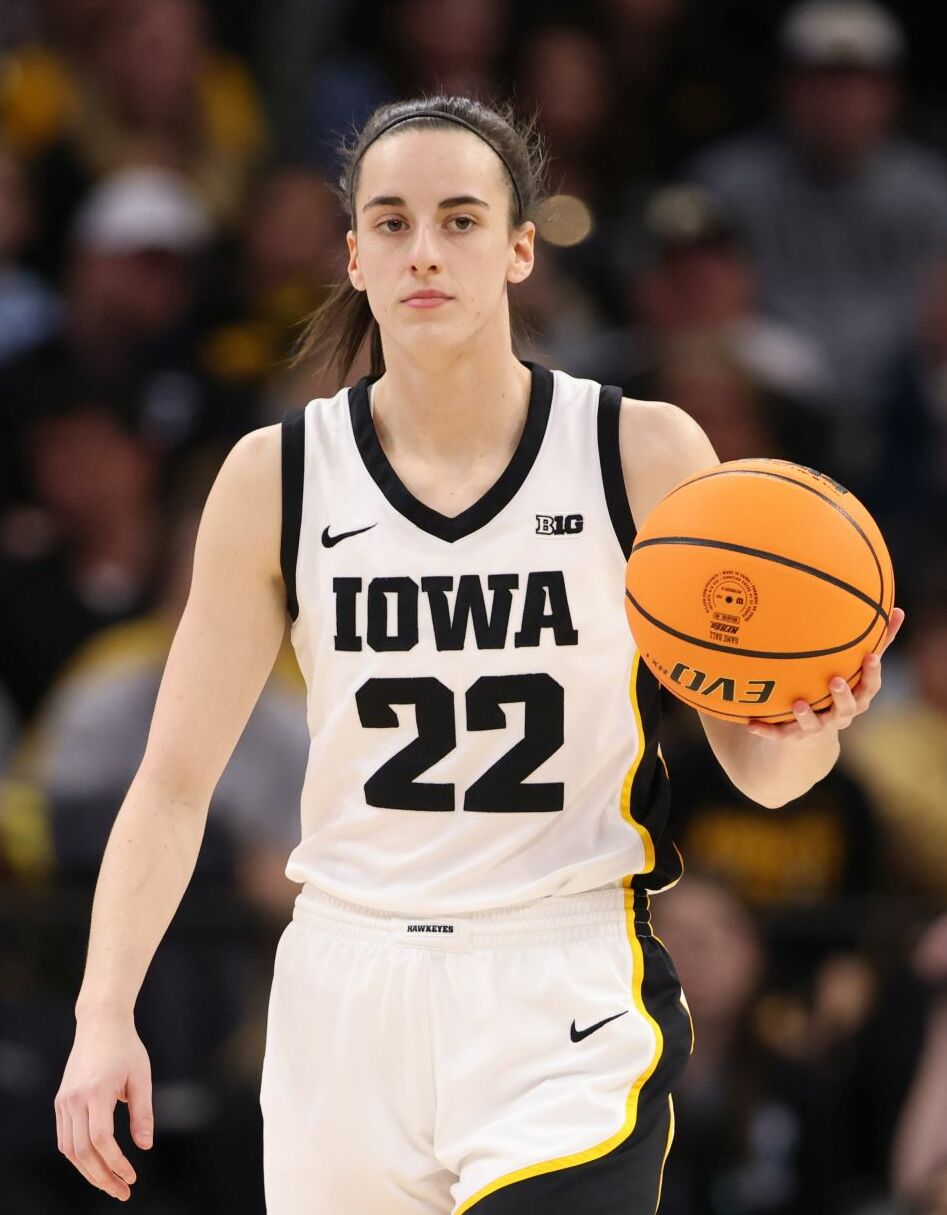
Кейтлин Кларк, 1-й номер драфта

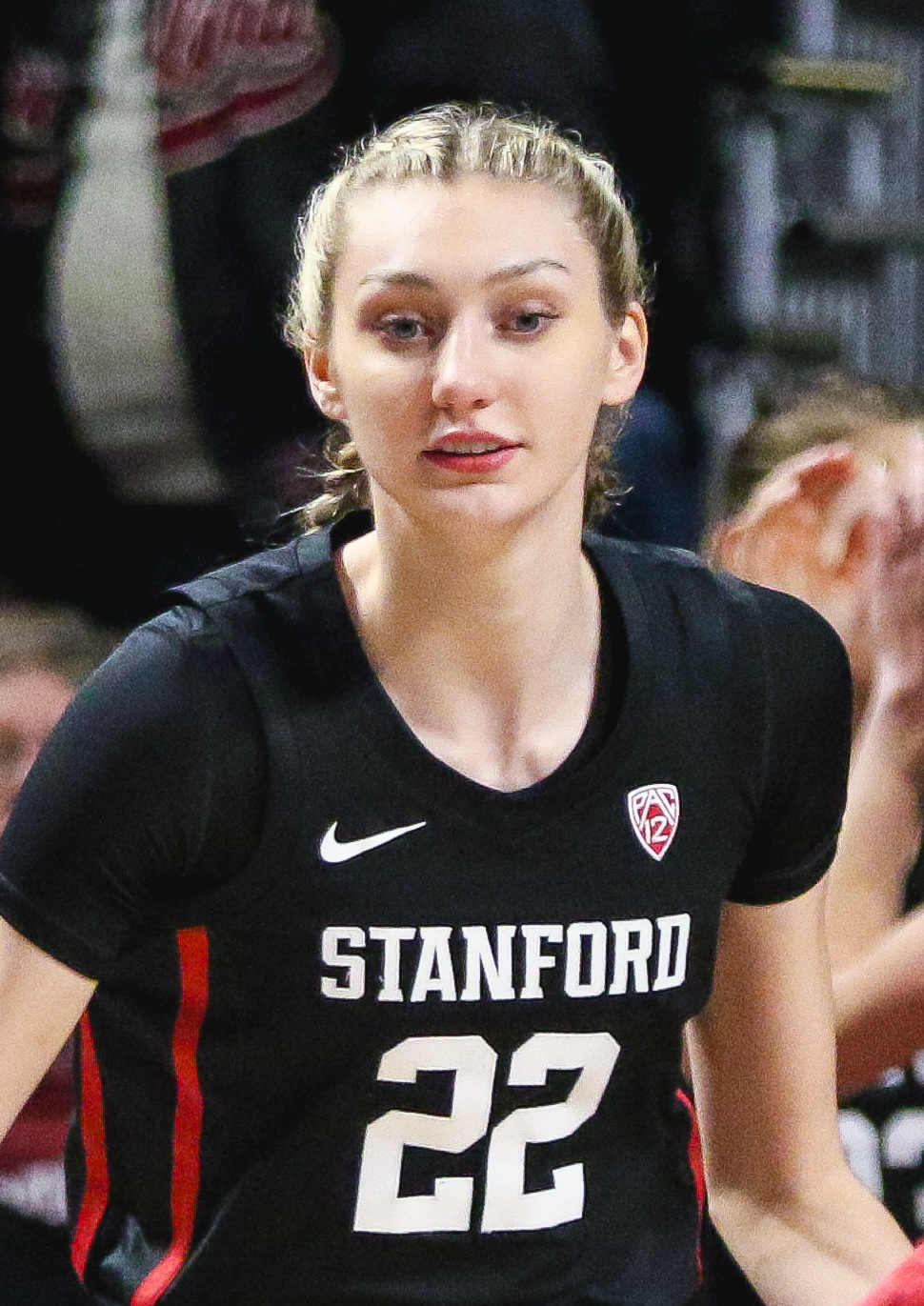
Кэмерон Бринк, 2-й номер драфта

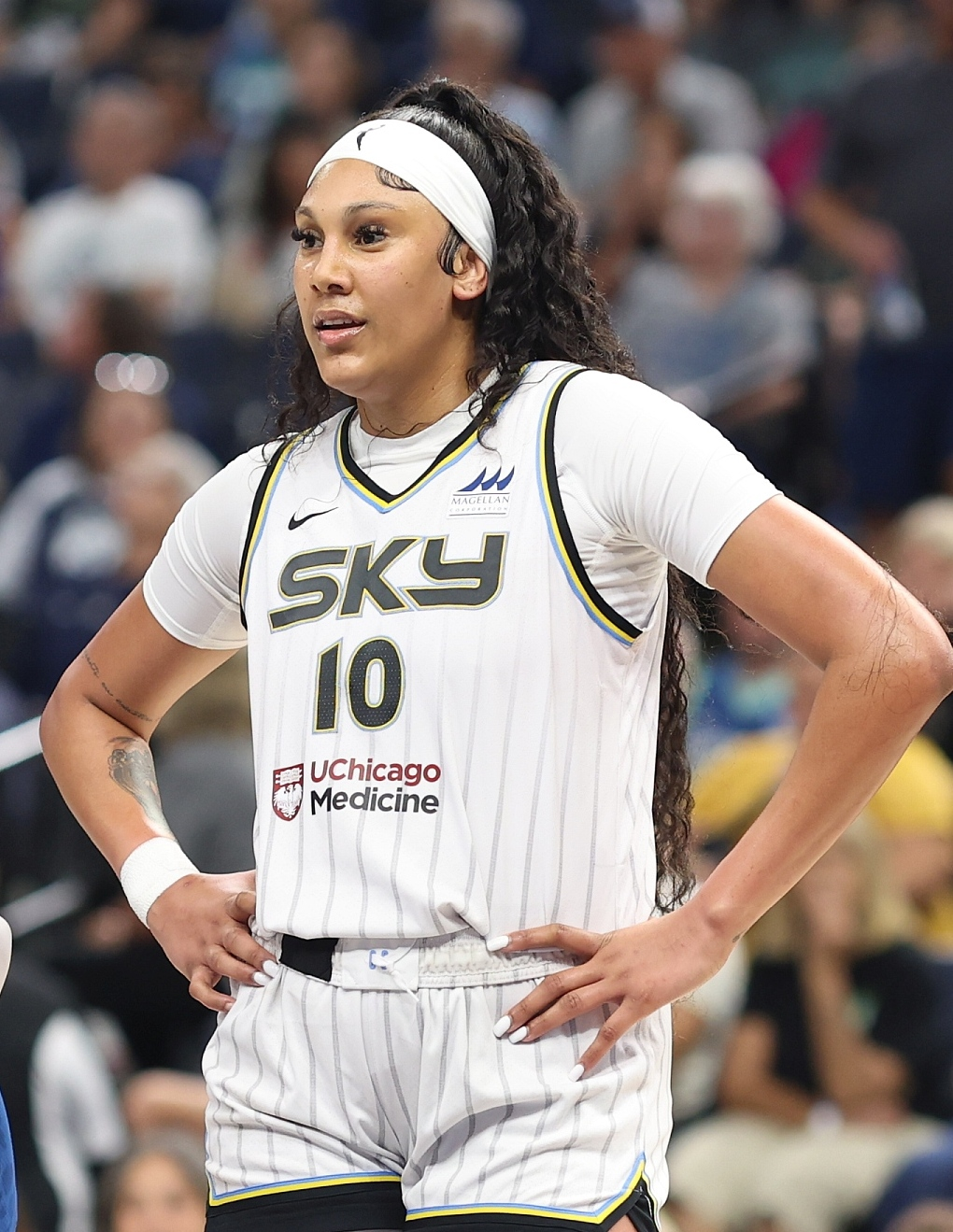
Камилла Кардозу, 3-й номер драфта

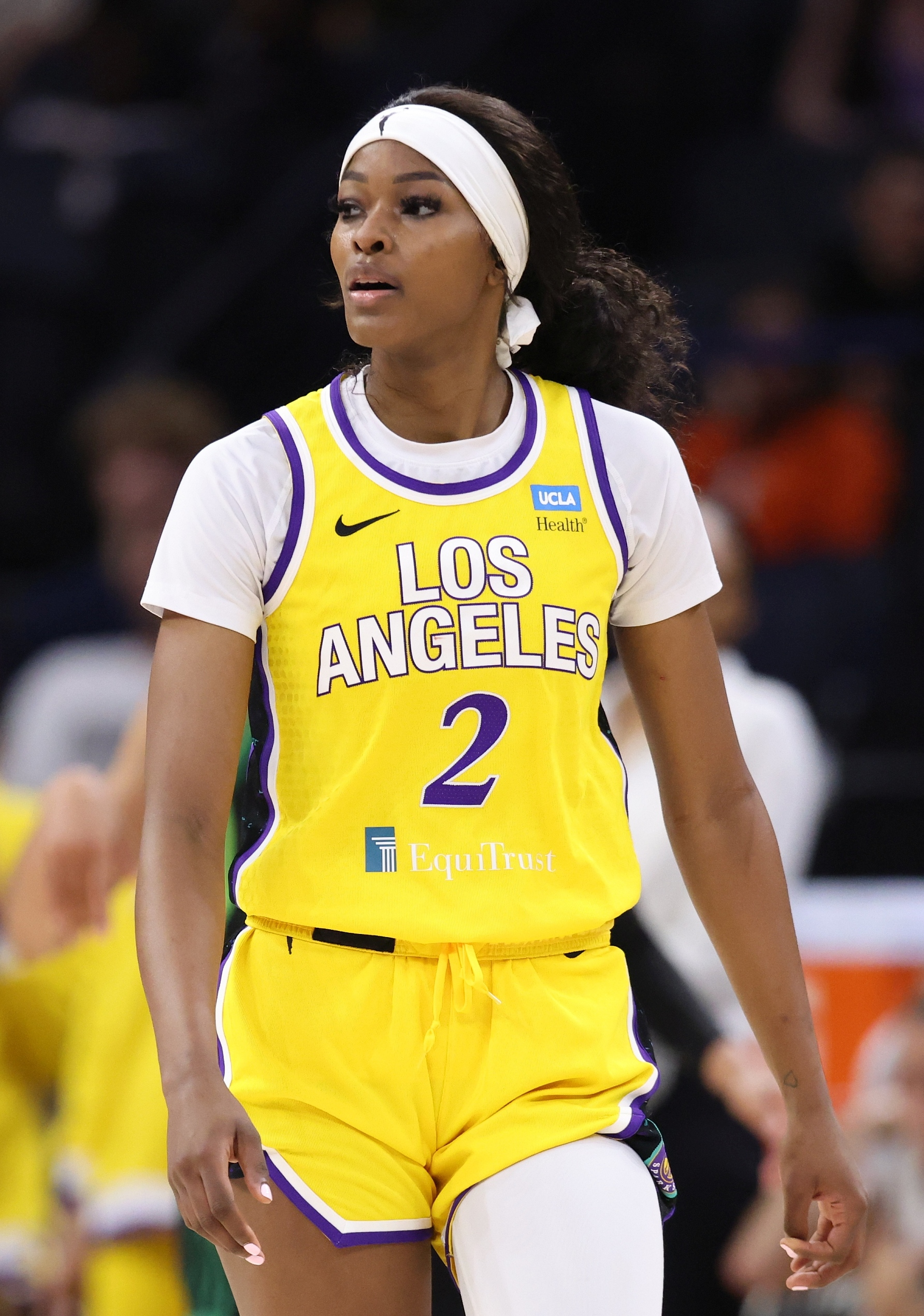
Рики Джексон, 4-й номер драфта

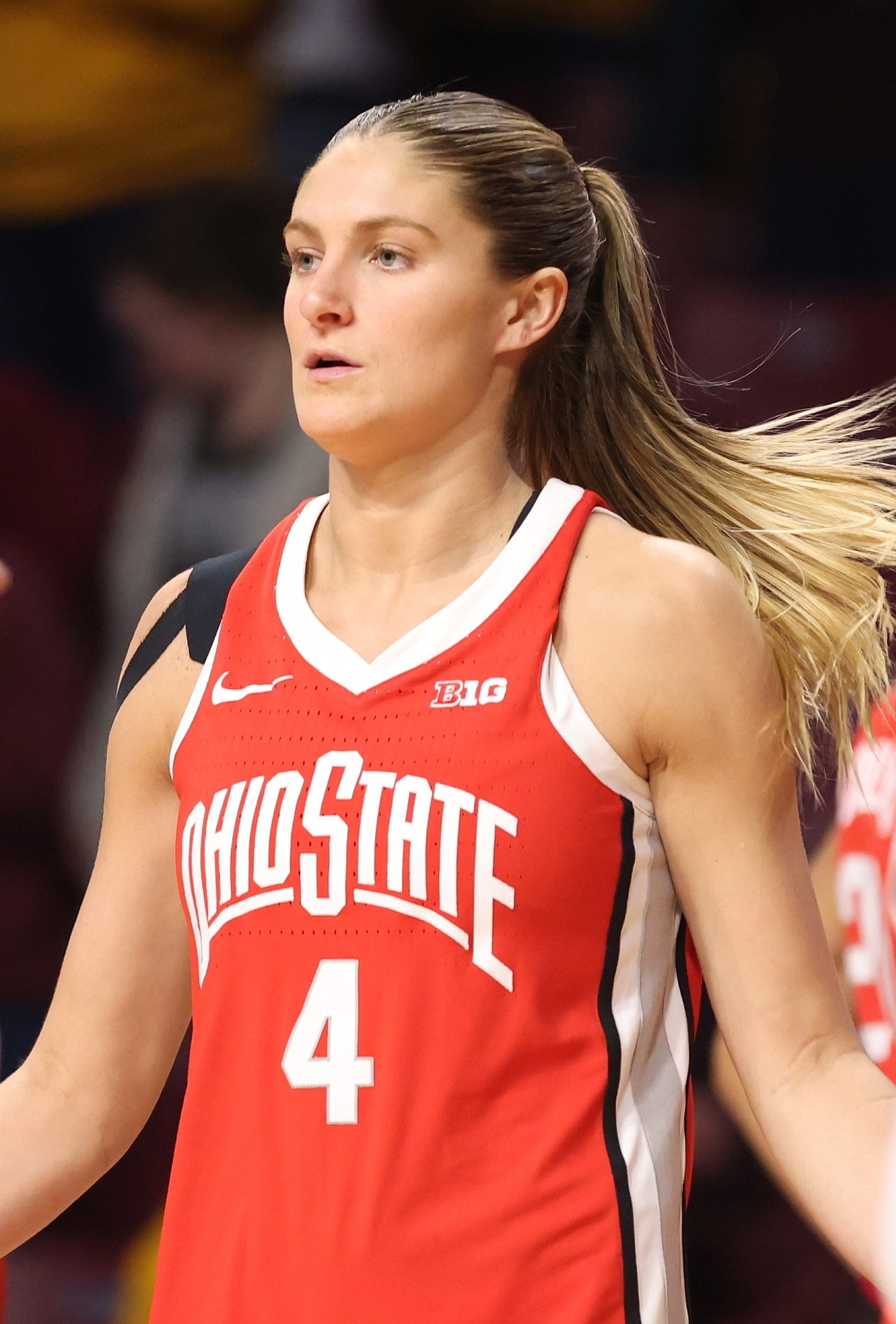
Джейси Шелдон, 5-й номер драфта

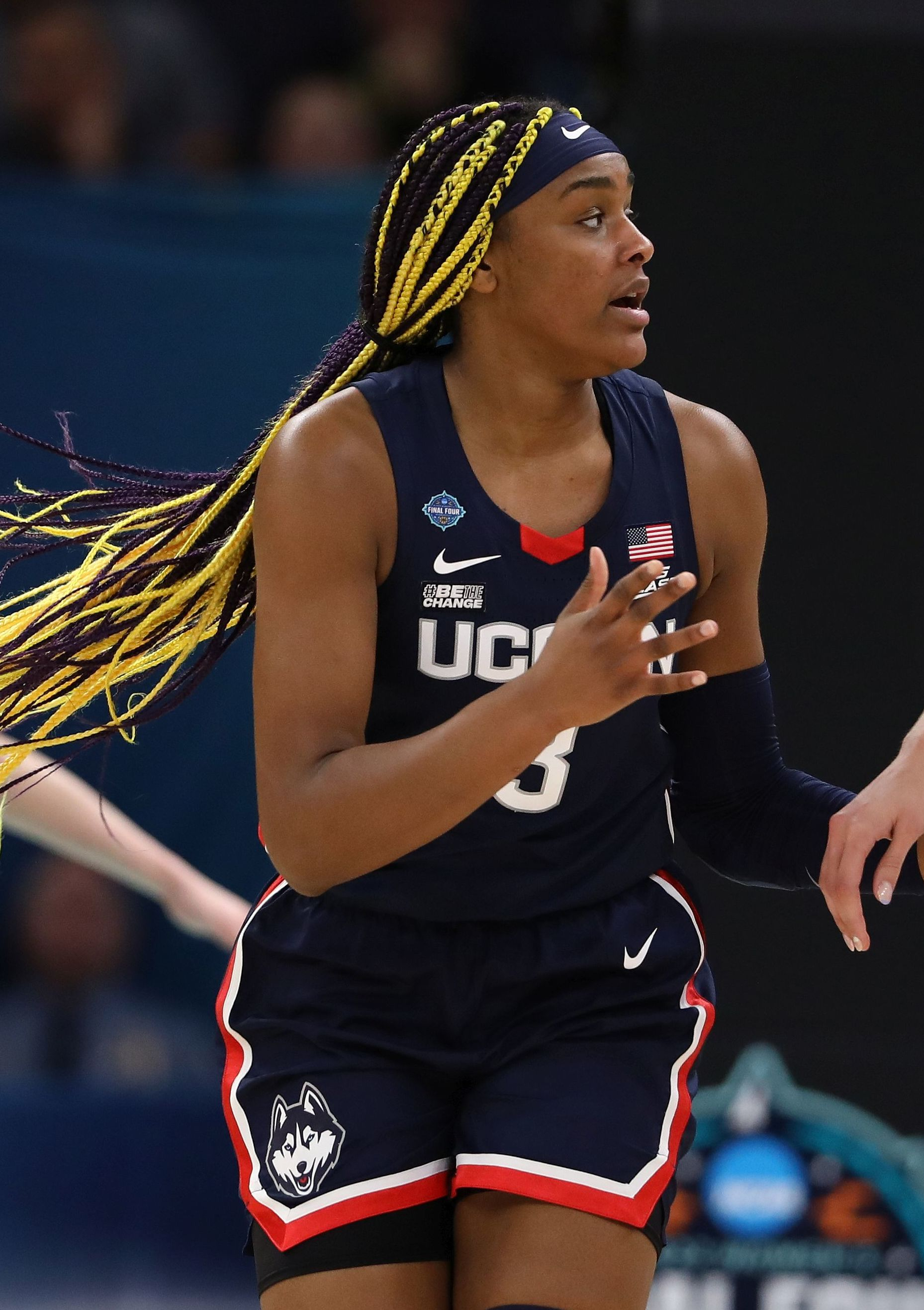
Алия Эдвардс, 6-й номер драфта

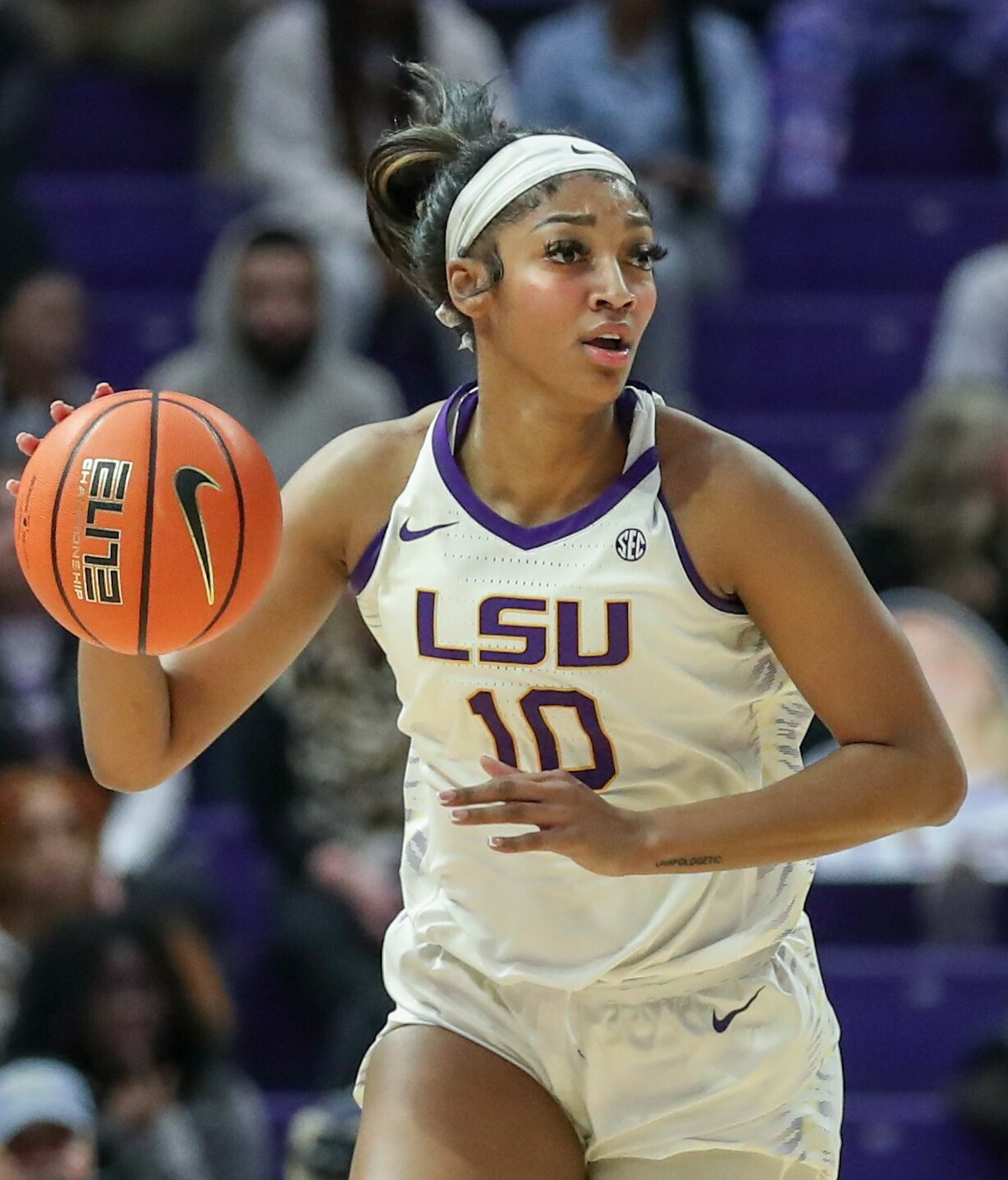
Энджел Риз, 7-й номер драфта

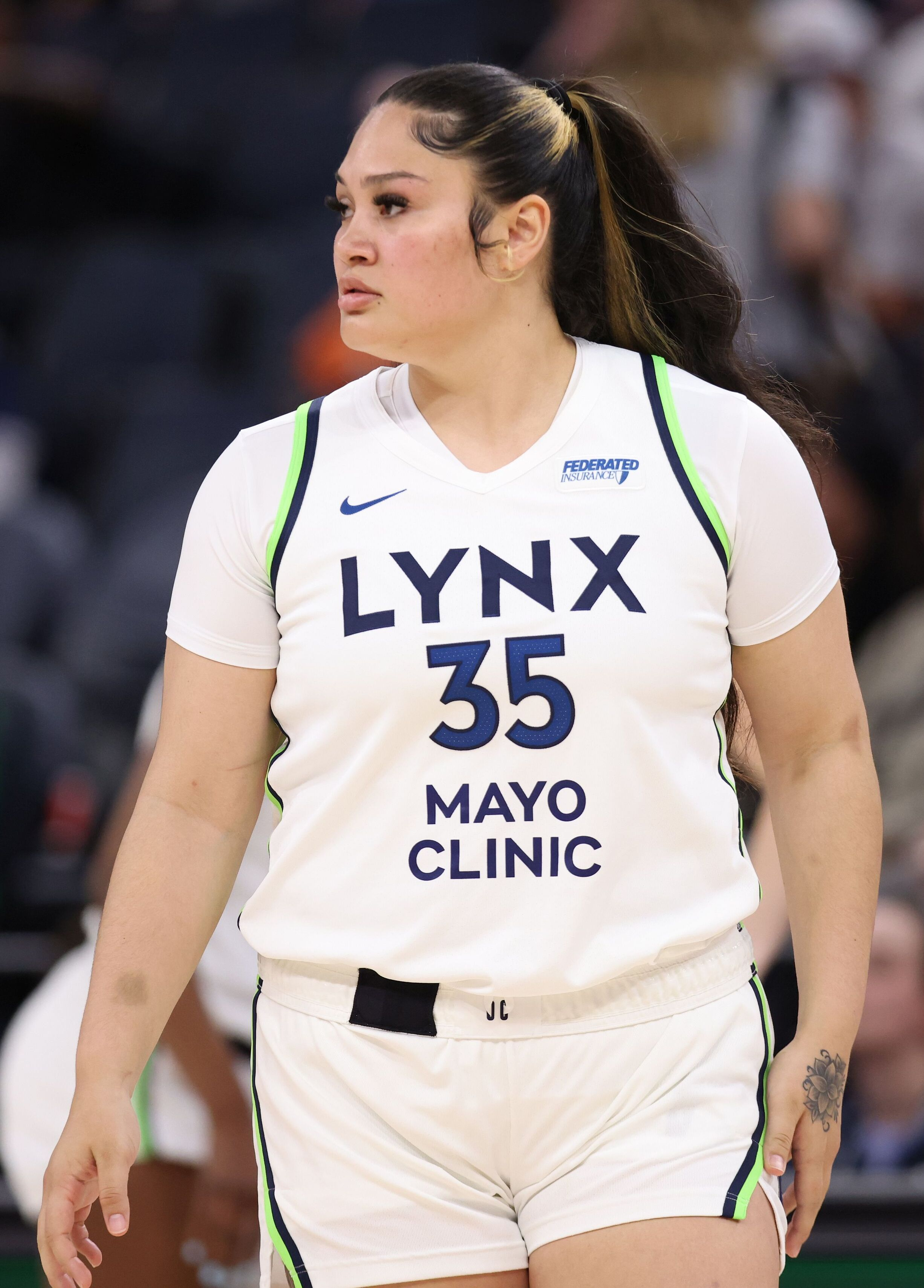
Алисса Пили, 8-й номер драфта

| Выбор | Игрок           | Позиция   | Гражданство | Команда драфта                                                                         | Университет/ Бывшая команда    |
| ----- | --------------- | --------- | ----------- | -------------------------------------------------------------------------------------- | ------------------------------ |
| 1     | Кейтлин Кларк   | Защитник  | США         | Индиана Фивер                                                                          | Университет Айовы              |
| 2     | Кэмерон Бринк   | Форвард   | США         | Лос-Анджелес Спаркс                                                                    | Стэнфордский университет       |
| 3     | Камилла Кардозу | Центровая | Бразилия    | Чикаго Скай (право выбора от Финикс Меркури)                                           | Университет Южной Каролины     |
| 4     | Рики Джексон    | Форвард   | США         | Лос-Анджелес Спаркс (право выбора от Сиэтл Шторм)                                      | Университет Теннесси           |
| 5     | Джейси Шелдон   | Защитник  | США         | Даллас Уингз (право выбора от Чикаго Скай)                                             | Университет штата Огайо        |
| 6     | Алия Эдвардс    | Форвард   | Канада      | Вашингтон Мистикс                                                                      | Коннектикутский университет    |
| 7     | Энджел Риз      | Форвард   | США         | Чикаго Скай (право выбора от Миннесота Линкс)                                          | Университет штата Луизиана     |
| 8     | Алисса Пили     | Форвард   | США         | Миннесота Линкс (право выбора от Чикаго Скай через Атланта Дрим и Лос-Анджелес Спаркс) | Университет Юты                |
| 9     | Карла Лейте     | Защитник  | Франция     | Даллас Уингз                                                                           | Тарб Жесп Бигор (Франция)      |
| 10    | Лейла Лакан     | Форвард   | Франция     | Коннектикут Сан                                                                        | Юнион Анже Баскет 49 (Франция) |
| 11    | Маркеша Дэвис   | Защитник  | США         | Нью-Йорк Либерти                                                                       | Университет Миссисипи          |
| 12    | Надью Пач       | Форвард   | Австралия   | Атланта Дрим (право выбора от Лас-Вегас Эйсес через Лос-Анджелес Спаркс)               | Саутсайд Флайерз (ЖНБЛ)        |

## Второй раунд
| Выбор | Игрок           | Позиция   | Гражданство              | Команда драфта                                        | Университет/ Бывшая команда          |
| ----- | --------------- | --------- | ------------------------ | ----------------------------------------------------- | ------------------------------------ |
| 13    | Бринна Максвелл | Защитник  | США                      | Чикаго Скай (право выбора от Финикс Меркури)          | Университет Гонзага                  |
| 14    | Ника Мюль       | Защитник  | Хорватия                 | Сиэтл Шторм                                           | Коннектикутский университет          |
| 15    | Селеста Тейлор  | Защитник  | США                      | Индиана Фивер                                         | Университет штата Огайо              |
| 16    | Дяиша Фэйр      | Защитник  | США                      | Лас-Вегас Эйсес (право выбора от Лос-Анджелес Спаркс) | Сиракузский университет              |
| 17    | Эсмери Мартинес | Форвард   | Доминиканская Республика | Нью-Йорк Либерти (право выбора от Чикаго Скай)        | Аризонский университет               |
| 18    | Кейт Мартин     | Защитник  | США                      | Лас-Вегас Эйсес (право выбора от Вашингтон Мистикс)   | Университет Айовы                    |
| 19    | Тайанна Джексон | Центровая | США                      | Коннектикут Сан (право выбора от Миннесота Линкс)     | Канзасский университет               |
| 20    | Изобель Борлейс | Защитник  | Австралия                | Атланта Дрим                                          | Аделаида Лайтнинг (ЖНБЛ)             |
| 21    | Кейлинн Труонг  | Защитник  | США · Вьетнам            | Вашингтон Мистикс (право выбора от Даллас Уингз)      | Университет Гонзага                  |
| 22    | Хелена Пуэйо    | Защитник  | Испания                  | Коннектикут Сан                                       | Аризонский университет               |
| 23    | Джессика Картер | Центровая | США                      | Нью-Йорк Либерти                                      | Университет штата Миссисипи          |
| 24    | Элизабет Китли  | Центровая | США                      | Лас-Вегас Эйсес                                       | Политехнический университет Виргинии |

## Третий раунд
| Выбор | Игрок           | Позиция            | Гражданство | Команда драфта                               | Университет/ Бывшая команда                |
| ----- | --------------- | ------------------ | ----------- | -------------------------------------------- | ------------------------------------------ |
| 25    | Харизма Осборн  | Защитник           | США         | Финикс Меркури                               | Калифорнийский университет в Лос-Анджелесе |
| 26    | Маккензи Холмс  | Форвард            | США         | Сиэтл Шторм                                  | Индианский университет в Блумингтоне       |
| 27    | Лейлани Корреа  | Защитник           | США         | Индиана Фивер                                | Университет Флориды                        |
| 28    | Маккензи Форбс  | Защитник / Форвард | США         | Лос-Анджелес Спаркс                          | Университет Южной Калифорнии               |
| 29    | Джаз Шелли      | Защитник           | Австралия   | Финикс Меркури (право выбора от Чикаго Скай) | Университет Небраски в Линкольне           |
| 30    | Настя Классенс  | Форвард            | Бельгия     | Вашингтон Мистикс                            | Касторс Брен (Бельгия)                     |
| 31    | Кики Джефферсон | Защитник           | США         | Миннесота Линкс                              | Луисвиллский университет                   |
| 32    | Матильда Вилла  | Защитник           | Италия      | Атланта Дрим                                 | Умана Рейер Венеция (Италия)               |
| 33    | Эшли Овусу      | Защитник           | США         | Даллас Уингз                                 | Университет штата Пенсильвания             |
| 34    | Эбби Хсу        | Защитник           | США         | Коннектикут Сан                              | Колумбийский университет                   |
| 35    | Кейтлин Дэвис   | Защитник / Форвард | США         | Нью-Йорк Либерти                             | Университет Южной Калифорнии               |
| 36    | Энджел Джексон  | Центровая          | США         | Лас-Вегас Эйсес                              | Государственный университет Джексона       |